# 須藤泰司
須藤 泰司（すとう やすし、1968年 - ）は、日本のテレビドラマ・映画プロデューサー。北海道札幌市厚別区出身。現在東映株式会社企画制作部長。

## 来歴
同志社大学商学部在学中は演劇に打ち込む。大学卒業後、1992年に東映入社。面接官は当時の東映社長・岡田茂だった。
『さすらい刑事旅情編』などのプロデューサー補として制作に携わった後、『オヤジ探偵』、『相棒』のプロデューサーとして、主に脚本づくりのプロデュースを担当した。現在は『相棒』を離れ、『ゴンゾウ 伝説の刑事』や『853〜刑事・加茂伸之介』など他の作品を新たに手がける。2011年、『探偵はBARにいる』の製作で第31回藤本賞・新人賞受賞。
東映テレビ部の公式サイトでは、どの作品でもプロデューサー自身が番組紹介を執筆しているため個性的なものが多いが、特に須藤の手がける作品ではより個性的かつ大胆なものとなっており、『相棒』以降は同僚の後輩プロデューサーと対談する形式の「銀座NOW」という独自のスタイルを貫いている。
また、プロデュース業以外にも、ごく臨時的ではあるが脚本家としても活躍している。第35回日本アカデミー賞では古沢良太と共同で優秀脚本賞を受賞。
2014年4月1日、東映社長が岡田裕介から多田憲之（同じ北海道出身である）への交代にあわせ、企画制作部長に就任。

## プロデュース作品

### テレビ
- さすらい刑事旅情編VI (1993-1994年、テレビ朝日) ※プロデューサー補
- さすらい刑事旅情編(パート7) (1994-1995年、テレビ朝日)※プロデューサー補
- 風の刑事・東京発! (1995-1996年、テレビ朝日) ※プロデューサー補
- 流れ板七人 (1997年、テレビ朝日)
- 幻想ミッドナイト・第五夜、第七夜〜最終夜(1997年、テレビ朝日) ※東映公式サイトでは全話を担当
- 舞妓さんは名探偵! (1999年、テレビ朝日)
- 土曜ワイド劇場・探偵事務所5 (1999年、テレビ朝日)
- 土曜ワイド劇場・相棒〜警視庁ふたりだけの特命係(2000年、テレビ朝日)
- 月曜ドラマスペシャル・ラーメン屋源ちゃんの人情事件簿 札幌ススキノ殺人事件 (2000年、TBS)
- 土曜ワイド劇場・相棒2〜警視庁ふたりだけの特命係(2001年、テレビ朝日)
- オヤジ探偵 (2001年、テレビ朝日)
- 土曜ワイド劇場・相棒3〜警視庁ふたりだけの特命係(2001年、テレビ朝日)
- 相棒〜警視庁ふたりだけの特命係 First Season (2002年、テレビ朝日)
- オヤジ探偵2 (2002年、テレビ朝日)
- 相棒 Second Season (2003-2004年、テレビ朝日)
- 相棒 3rd Season (2004-2005年、テレビ朝日)
- 相棒 Season IV (2005-2006年、テレビ朝日)
- 相棒 Season V (2006-2007年、テレビ朝日) ※協力プロデューサー
- 金曜プレステージ・潮風の診療所〜岬のドクター奮戦記〜 (2007年、フジテレビ)
- 土曜ワイド劇場特別企画・相棒-劇場版-公開記念スペシャル「名コンビ誕生篇」(2008年、テレビ朝日)
- 土曜ワイド劇場特別企画・映画大ヒット御礼スペシャル・相棒3「いま明かされる7年目の真実!」(2008年、テレビ朝日)
- ゴンゾウ 伝説の刑事 (2008年、テレビ朝日)
- 853〜刑事・加茂伸之介 (2010年、テレビ朝日）
- 東京スカーレット〜警視庁NS係 (2014年、TBS）

### 映画
- スペーストラベラーズ (2000年、フジテレビジョン、東映株式会社、ROBOT、配給：東映) ※協力プロデューサー
- 相棒 -劇場版- 絶体絶命! 42.195km 東京ビッグシティマラソン (2008年、配給：東映) ※脚本作成協力
- 探偵はBARにいる (2011年、配給：東映)
- 探偵はBARにいる2 ススキノ大交差点（2013年、配給：東映）
- 海難1890（2015年、配給：東映）
- スキャナー 記憶のカケラをよむ男（2016年、配給：東映）
- ぼくのおじさん（2016年、配給：東映）
- 探偵はBARにいる3 (2017年12月1日、配給：東映)
- ホットギミック（2019年6月28日公開、配給：東映）※企画
- 大怪獣のあとしまつ（2022年2月4日公開、共同配給：松竹/東映）※企画/プロデュース
- ハケンアニメ！（2022年5月20日公開、配給：東映）※企画プロデュース

## 脚本
- ビーナスハイツ (1992-1993年、毎日放送) ※話数不明
- 相棒 Season IV 第4話「密やかな連続殺人」、第5話「悪魔の囁き」※砂本量(2005年死去)の脚本を補筆。瀬巻亮犬名義
- 探偵はBARにいる (2011年、配給：東映) ※古沢良太との共同執筆
- 探偵はBARにいる2 ススキノ大交差点（2013年、東映）※同上
- 警視庁捜査一課9係 Season8  第5話「殺人生原稿」（2013年、東映）
- ぼくのおじさん（2016年、配給：東映）春山ユキオ名義
- 死神遣いの事件帖‐傀儡夜曲‐（2020年､配給：東映ビデオ）